# エロ将軍と二十一人の愛妾
『エロ将軍と二十一人の愛妾』（えろしょうぐんとにじゅういちにんのあいしょう）は、1972年（昭和47年）12月2日公開の日本映画。東映京都撮影所製作、東映配給。R18+。

## 概要
1972年4月26日に公開された『徳川セックス禁止令 色情大名』に続く鈴木則文監督によるポルノ時代劇大作第二弾。

## ストーリー
安永2年、皆既日食の日に二人の子が産まれる。一人は名門一ツ橋家の嫡男豊千代、もう一人は越後の貧しい農家の息子角助。
時は流れ無類の女好きとして育った角助は立身出世を夢見て江戸へと旅立ち、一方の豊千代はあらゆる学者を寄せ付けほどの学力を身につけた神童へと育っていた。同じ頃、幕府権力の掌握を狙う老中田沼意次は、次代将軍を豊千代に継承させようと画策する。十代将軍家治逝去の際、田沼の策略で豊千代が狙い通り十一代将軍に就任する事が決まったものの豊千代は不測の事態から表に出られない状態に陥る。田沼が困りかねていた所に女ねずみ小曽のお吉が現れ大金と引き換えに豊千代の症状が回復までの間、瓜二つの身代わりを用意する取り引きを持ちかけてくる。背に腹を変えられない田沼はやむなく要求に応じる形となり、豊千代の代わりに将軍に仕立て上げられた角助の新たな生活が始まった。

## スタッフ
- 企画：天尾完次
- 脚本：掛札昌裕、鈴木則文
- 撮影：わし尾元也
- 照明：井上孝二
- 録音：野津裕男
- 美術：竹川輝夫
- 音楽：伊部晴美
- 編集：神田忠男
- 助監督：藤原敏之
- 記録：黒川京子
- 装置：稲田源兵衛
- 装飾：柴田澄臣
- 美粧結髪：東和美粧
- スチール：諸角義雄
- 演技事務：西秋節生
- 衣装：豊中健
- 擬斗：三好郁夫
- 舞踊振付：藤間勘眞次
- 進行主任：伊藤彰将

- 美容：花沢久子
- 現像：東映化学
- 監督：鈴木則文

## キャスト
弁天のお吉
演 - 池玲子
大江戸八百八町に噂の高い鼠小僧。変幻自在、神出鬼没で有り余る金持ちから盗み、貧乏人に分け与える義賊。豊千代が公の場に出られない状況を知り、田沼に知恵を授け、角助を豊千代の代役案に立てる。庄屋であったお吉の父が貧しい農民たちのために立ち上がり百姓一揆の先導者となったが火あぶりとなり、幕府に対して怨みを持つ。義賊になった理由もそれが原因であり、将軍と瓜二つの角助を利用して江戸城を滅茶苦茶にしようと考える。角助の十人目。
角助
演 - 林真一郎
徳川11代将軍・家斉と同じ日(安永2年（1773年）10月5日)に越後の国の貧しい農家で生まれる。莖袋(避妊具)を持って生まれ、幼い頃から女体に異常なまでの興味を示す好色家。豊千代(家斉)と瓜二つの顔を持つ。立身出世を目指して江戸へ生き、三助として働くが好意を寄せるお吉のために将軍の代役を務める。

### 大奥
茂子
演 - 杉本美樹
近衛右大臣・藤原恒明の息女で将軍家御台所(豊千代の許婚<正室>)として京の都から江戸城に嫁ぐ。角助の六人目。
雪岡
演 - ひろみどり
茂子の側女。茂子を将軍・家斉に会わせようとしない田沼を責め立てる。
お万の方
演 - 三原葉子
大奥女中のお局的な存在。お楽の方と大奥の実権を争う。岩本内膳正と密通している。飼い犬である狆との犬プレイを好む(後に清國の献上物である、珍獣「パンタ」にはまる)。
お楽の方
演 - 衣麻遼子
大奥女中のNo.2的な存在。お万の方と大奥の実権を争っている。枕絵を好み、先代家治の愛妾で角助の五人目となる。
お美代の方
演 - 城恵美
大奥の側室(愛妾)。角助の一人目。後に清國の密使・陳萬紅の夜伽相手をする。
お八重の方
演 - 女屋実和子
家治の愛妾で田沼と内通している。
おとよ
演 - 堀陽子
大奥の側室(愛妾)。お加代とのレズ関係である。将軍の夜伽の傍で男性器具を使用して悶え慰めている。角助のおかわり<二人目>。
お加代
演 - 一の瀬玲奈
大奥の側室(愛妾)。おとよとのレズ関係である。角助の三人目。
鶴江
演 - 碧川ジュン
田沼の後妻。嫁いで半年だが田沼の将軍への忠誠心を示すための犠牲となる。角助の八人目。
萩乃
演 - 三浦夏子
田沼の娘。岩本の許婚。角助の九人目。
春桂尼
演 - 丘ナオミ
松平定信が献上した全身総刺青の尼。角助の四人目。

### 江戸城
田沼意次
演 - 安部徹
老中。江戸城内にて実権を持ち、自身の政権を磐石にするため11代将軍に一ッ橋豊千代(徳川家斉)を推挙する。“事故”を起こした豊千代の代わりに角助を将軍の代役に立てるお吉の策(はなし)に乗る。
岩本内膳正
演 - 名和宏
田沼の側用人。出世欲が強く、お万の方とは密通の間柄で田沼の娘・萩乃とも婚姻関係である。
関本啓之進
演 - 大泉滉
江戸城幕格の家臣。宦官制度採用に賛同したために宦官第一号となって実行に移される。
松平定信
演 - 中村錦司
老中。反田沼派で田沼に対抗して11代次期将軍に尾張・徳丸君を推挙する。「決断と実行」こそが政治の真髄と説く。
嘉門
演 - 那須伸太朗
一ッ橋家の御用人。豊千代の教育係。
一ッ橋刑部
演 - 村居京之輔
一ッ橋家の主人。豊千代の父。
一ッ橋豊千代(徳川家斉)
演 - 林真一郎
幼き頃から博学多才で神童誉れ高き人物。昼夜を問わず勉学に励む。幼い頃から学問に集中し過ぎていた影響で世間知らずな面がある。角助と瓜二つだが、口元にほくろがない。
徳川家治
演 - 田中小実昌
十代将軍。恍惚の人であり、女(大奥)遊びにふける。

### 清国使節団
毛澤山
演 - 由利徹
清国の使節団。清國琰陳省韓翃齋官。長万部のドン百姓より日本語を習う。愛玩具として、女子を悦ばせる技術を調教した珍獣「パンタ」を献上する。「毛澤山語録」を持ち歩き、夜伽の通訳をする。
陳萬紅
演 - 岡八郎
清国の使節団・清國聯瑛省宦官。大阪の河内のオッサンより日本語を習う。宦官制度によって女遊びを楽しめない身体となっている。
眠れる森の美女
演 - リンダ・アンダースン
清国の献上物。金髪の外国人女性。角助の七人目。
パンタ(2匹)
演 -
清国の献上物。「生きる性玩具」として女子を悦ばせる技術を調教された珍獣。お万の方に下賜され使用される。

### 平民
お菊
演 - 渡辺やよい
角助と祝言を誓い合った彼女。江戸城に呼び出され、将軍となった角助と再会するも角助の身を心配して女中として働くが角助には何かと田舎へ帰るよう説得する。
揚巻
演 - 松井康子
吉原一の花魁。豊千代の筆下ろしで膣けいれんを起こす。
造造
演 - 蓑和田良太
角助の三助仲間。ちょろ松の兄貴分。
ちょろ松
演 - 奈辺悟
角助の三助仲間。造造の弟分。
才助
演 - 汐路章
角助の父。越後の貧農百姓。
閻魔帳の重罪人
演 - 川谷拓三
額にサの文字がある。
閻魔帳の重罪人
演 - 福本清三
口ひげの重罪人。
閻魔帳の重罪人
演 - 佐藤京一
額に十の文字がある。

## 製作

### 企画
企画、及びタイトル命名は岡田茂東映社長。1972年春『徳川セックス禁止令 色情大名』の初号試写が東映京都撮影所で行われ、試写終了後、鈴木則文と一緒に廊下に出た岡田社長が、「おい、最初のナレーションで、二十一人の愛妾とか、何かええ文句言うとったなあ。あれ使えるかもしれんな」と言った。冒頭のナレーションとは「この将軍、家治、まことに精力絶倫。御台所を別にして、二十一人の愛妾あり。その腹から誕生した生命、五十と四ツ」で、鈴木が「あれは、大量生産された子供をどうするかの説明ですが…あれが何か？」と聞いたら、岡田が「企画案だ…二十一人の愛妾…語呂もいい。時代劇にピッタリだ。研究してみい」と言い残した。鈴木はその話を全く忘れていたが、数ヵ月後、企画会議で岡田に「池玲子主演で時代劇をやらせて下さい」と言ったら、「よっし、タイトルは『エロ将軍と二十一人の愛妾』や」と言われた。岡田の脳裏に先のナレーションの短い一節がずっと宿り、題名を完成させていた。"エロ将軍"とはつけもつけたりで、同席した天尾完次プロデューサーは「パンチがありますねえ。すぐにホンを作りクランクインします」と言った。今でこそ「エロかっこいい」などとエロは日常的な言葉になっているが、当時はとても人に言えない言葉だった。脚本を担当した掛札昌裕は「タイトルの最初の"エロ"ってこれは普通の人じゃ思いつかないです。岡田さんぐらいですよ。"エロ"って付けたお陰でお客さんはずいぶん増えたと思います。『あかさたな』という原題を『妾二十一人 ど助平一代』に変更して佐久間良子を号泣させた人ですから。岡田さんのネーミングは天才的でした」などと述べている。

### 脚本
製作の決定は1972年秋で、逆算すると脚本にかける時間は20日程度しかなく、例によって天尾が「名作路線に何かいいヒントはないかなあ」と東映的脚色術を持ち出し、世界人類の遺産、世界の名作にヒントがあると、鈴木が『王子と乞食』を下敷きにすることを思いついた。池玲子を鼠小僧にするアイデアは掛札が出したもの。権力のインチキ性を笑い飛ばすというのがコンセプトとしてあり、天皇制批判をエロ描写を通して行うという意図があった。杉本美樹が輿入れするシーンで葵の御紋が菊の紋章にオーバーラップするシーンは会社からカットされた。

### 撮影
鼠小僧に扮する池玲子は時代劇初挑戦。時代劇のエキスパートに時代劇の芝居を一から手とり足とり教え込まれた。鈴木は池に「お前のことを馬鹿にしている奴らを見返してやれ」と励ました。動きもきれいで勘もいい池は、細かい雨の中、蛇の目傘の池が刺客に襲われる『緋牡丹博徒 一宿一飯』の再現を決して見劣りしない見事な殺陣を披露するなどしている。
東映の収益の柱だった任侠映画が、この年3月、藤純子が引退したあたりから、客足が落ち、経営が厳しくなっていたことから、岡田社長が非効率な東映の東西のどちらか撮影所を潰すのではという噂が立ち始めた。「京都育ちの岡田社長が京都を潰すわけがない」などと笑い飛ばす者もいたが、鈴木は流行の発信地は東京に集まっており、潰されるとしたら京都の方と考えていたため、本作を東映で製作される最後の時代劇になるかもしれないと、東映時代劇の掉尾を飾るにふさわしい反逆の旗が翻る一大笑喜劇にしようと鈴木と天尾は秘かなる決心をした。
本作撮影中の京都に東京から深作欣二が乗り込んで来て『仁義なき戦い』の撮影を始めた。本作に出演する川谷拓三や白井孝史、ノンクレジットの志賀勝ら、後にピラニア軍団を結成する連中に鈴木が、明け方になった撮影を終え、「ご苦労さま…今日はゆっくり寝てくれ」と感謝と労いの言葉をかけると、拓三たちが「そうもいきまへん。今日は朝8時出発で『仁義』のロケですわ。また走らせられますわ。せやけどサクさんの組はやり甲斐がありますわ。スターもわしらも平等やさかい」などと話していたという。

## 温泉ポルノ
ビデオ黎明期に東映ビデオは、劇場で公開した東映ポルノの濡れ場を30分に編集して（1970年代前半のビデオは30分しか容量がなかった）全67作を「東映㊙ムードビデオ大劇場」と名付けて売り出し、当時は家庭にビデオはまだ普及していなかったため、モーテルや連れ込み旅館などの温泉マークなどに売っていた。1973年頃には全国5～6000の温泉マークにビデオが置かれた。この中に本作から"エロ"を外したタイトル『将軍と二十一人の愛妾』もあり、地方の温泉宿の有料テレビで鑑賞できた。1980年代前半にこれを鑑賞した樋口尚文は「オリジナルも荒唐無稽に振り切れた反骨の奇篇、感動作」と評しているが、この30分の再編集版も「輪をかけて素晴らしかった」と話している。

## 作品の評価
蓮實重彦が傑作と評価している。

## 同時上映
『不良番長 骨までしゃぶれ』
- 主演：梅宮辰夫／監督：野田幸男
- 不良番長シリーズ16作。